# Nowlanka (osiedle)
Nowlanka (ros. Новлянка) – osiedle w Rosji, w obwodzie włodzimierskim, w rejonie sieliwanowskim. W 2010 liczyło 915 mieszkańców.